# مافیا ۳
مافیا ۳ (به انگلیسی: Mafia III) یک بازی ویدئویی در سبک اکشن-ماجرایی و تیراندازی سوم شخص است که توسط هنگر ۱۳ ساخته شده‌است و بوسیلهٔ توکی گیمز در ۷ اکتبر ۲۰۱۶ برای مایکروسافت ویندوز، پلی‌استیشن ۴، اکس‌باکس وان و اواس ده منتشر شد. این بازی به عنوان سومین قسمت از سری بازی‌های مافیا و اولین ساخته هنگر ۱۳ به‌شمار می‌رود.
داستان بازی که در اصل سومین ساختهٔ سری مافیا بوده، واقع شده در شهر ''نیو اورلئان'' هست که البته در بازی ''نیو بوردو'' معرفی می‌شود و داستان شخصی به اسم ''لینکلن کلی'' ، یک کهنه سرباز ویتنامی به وطن بازگشته را در سال ۱۹۶۸ روایت می‌کند.

قهرمان داستان، لینکلن کلی درگیر در یک آتش‌سوزی می‌باشد؛ بازیکنان به طیف گسترده‌تری از سلاح‌ها نسبت به بازی‌های قبلی دسترسی دارند.